# بمان (ترانه پینک فلوید)
«بمان» ترانه‌ای از پینک فلوید است. این ترانه در آلبوم تیره و تار در پشت ابر قرار داشت.

## عوامل اثر
- ریچارد رایت (نوازنده) – lead vocals, پیانو
- دیوید گیلمور – wah-wah گیتار الکتریک، همخوان (خواننده)
- راجر واترز – گیتار بیس
- نیک میسن – درام (ساز)